# Grenkoslad
Grenkoslad (znanstveno ime Solanum dulcamara) je zdravilna rastlina iz družine razhudnikovk. V preteklosti se je veliko uporabljal v uradni medicini, dandanes pa ga najdemo le še v homeopatiji.

## Etimologija
Že njegovo ime priča o medicinski moči te skupine rastlin: solanum pride iz besede solor, kar pomeni lajšati. Dulcamara se je včasih napisalo kot amaradulcis, kar pa dobesedno pomeni grenkosladko. Ime je grenkoslad dobil zaradi najprej grenkega in nato sladkega okusa korenine in stebel ob žvečenju.

## Opis
Grenkoslad je trajna grmičasta rastlina s tankimi in razvejanimi vejami. Če nima podpore, se plazi, ob opori pa lahko zraste do štiri metre visoko. Stebla so spodaj olesenela, mlajše vejice so zelene in dlakave, vendar s časom olesenijo in postanejo gladke. Starejša stebla prekriva pergamentasta skorja. Stebla so vzdolžno nažlebljena. Pecljati listi so široko suličasti, spodaj srčasti in imajo pogosto na peclju eno ali dve dodatni manjši krpi. Na steblo so razvrščeni izmenjaje in vedno s svojimi površinami obrnjeni proti svetlobi tako, da se skoraj nič ne prekrivajo. Cvetovi so zgrajeni značilno za družino razhudnikovk, kamor spada tudi krompir. Venec cvetov je temno vijoličast s petimi štrlečimi ali nazaj zavihanimi roglji, katerih premer je okoli centimeter. Prašniki tvorijo v sredini stožec rumene barve, iz katerega sega brazda pestiča. Cvetovi so združeni v ohlapna socvetja, ki so na steblu vedno razporejena nasprotno od listov. Iz njih se po oploditvi razvijejo najprej zelene in nato svetleče rdeče jajčaste jagode, velike do enega centimetra. Dozorevajo od konca poletja do sredine jeseni. Mnoge ostanejo na brezlistnih steblih tudi pozimi. Korenine so šopasto razvejane.

## Delovanje in uporaba
V preteklosti so zdravniki kar cenili grenkoslad in ga uporabljali v najrazličnejše namene. Linnaeus je na primer to rastlino uporabljal pri revmatizmu, vročini in različnih vnetjih. Prav tako so ga uporabljali zunanje pri kožnih odrgninah. 
V novejšem času najdemo izvlečke grenkoslada v izdelanih pripravkih za podporno zdravljenje kroničnih ekcemov. Njegove učinkovine delujejo podobno kot kortizoni, proti vnetjem, zmanjšajo srbenje in delujejo zaviralno na imunski sistem. Kot je to običajno za rahlo strupene rastline, pa je uporaba grenkoslada še vedno dobro razvita v homeopatiji. Tam s postopkom potenciranja izdelujejo pripravke iz svežih mladih poganjkov, s katerimi zdravijo tudi razne okužbe z vročino, obolenja dihal in prebavil, žolčnih izvodil, sklepov in kože. 

### Solanin
Solanin je saponinski glikoalkaloid, ki ga najdemo v krompirju in drugih rastlinah iz vrste Solanum ter paradižniku. Sestavljen je iz aglikona solanidina (alkaloid) in sladkornega dela iz glukoze, galaktoze in ramnoze. Deluje kot fitoncid, včasih so ga pa uporabljali kot insekticid, v medicini pa kot antiastmatik in antiepileptik. Je strupen. Neka študija raziskava je pokazala, da solanin vpliva na mitohondrijsko membrano tako, da zniža membranski potencial. Tako se odprejo kalcijevi kanalčki v membrani, kar povzroči tok Ca2+ ionov v smeri koncentracijskega gradienta, torej v celico. Povečana koncentracija kalcija v celici pa sproži mehanizme apoptoze. 
Solanin deluje narkotično. V večjih odmerkih paralizira centralni živčni sistem, brez da bi deloval na periferne živce in skeletno mišičje. Upočasni bitje srca in dihanje, zmanjša zaznavanje, zniža telesno temperaturo in povzroči vrtoglavico ter delirij. To lahko vodi v konvulzije in smrt.

### Dulkamarin
Dulkamarin je grenki glikozid, ki je v strukturi in učinkovanju podoben atropinu, toksinu, ki ga vsebuje volčja češnja.